# Оралбай
Оралба́й каз. Оралбай — гора (сопка) у складі Казахського дрібносопковика. Розташована у південній його частині на території Актогайського району Карагандинської області.
Гора розташована між гірськими масивами Каратоганбай на північному заході та Аккемер на сході. На південь гора видовжується і плавно переходить в гору Карашоки. З підніжжя гори починаються річки, які пересихають влітку, Каракога, притока Сорші, та Шийозек, притока Шерубайнури. Є джерело прісної води. На заході гори збудований зимівник для кочівників.